# SN 1988R
SN 1988R – supernowa typu Ia odkryta 18 sierpnia 1988 roku w galaktyce M+09-23-09. W momencie odkrycia miała maksymalną jasność 15,50m.